# بيترو لويز
بيترو لويز هي لاعبة جمباز إيقاعي برازيلية، ولدت في 30 أبريل 1992.